# Nu ännu drygare
Nu ännu drygare var den andra och sista skivan (EP) av den svenska hiphop-gruppen Mobbade barn med automatvapen och släpptes 2003.

## Låtlista
1. "Förr eller senare" ft. Timbuktu & Chords - 5:20
2. "Kolla på dem" - 3:56
3. "Nu ännu drygare" - 4:10
4. "Småsaker" - 4:40